# La Saison du diable
Pour plus de détails, voir Fiche technique et Distribution.
La Saison du diable (Ang Panahon ng Halimaw) est un film philippin réalisé par Lav Diaz, sorti en 2018.

## Fiche technique
- Titre original : Ang Panahon ng Halimaw
- Titre français : Season of the Devil
- Réalisation : Lav Diaz
- Scénario : Lav Diaz
- Photographie : Larry Manda
- Montage : Lav Diaz
- Musique : Lav Diaz
- Pays d'origine : Philippines
- Format : Noir et blanc - 35 mm - 1,66:1
- Genre : musical
- Durée : 234 minutes
- Dates de sortie :
  -  Allemagne : 20 février 2018 (Berlinale 2018)
  -  Philippines : 22 mai 2018
  -  France : 25 juillet 2018

## Distribution
- Pinky Amador : Kwago
- Angel Aquino : Anghelita
- Shaina Magdayao : Lorena Haniway
- Hazel Orencio : Tenyente
- Piolo Pascual : Hugo Haniway

## Accueil

### Festival et sortie
Il est sélectionné en compétition officielle à la Berlinale 2018.

### Accueil critique
En France, le site Allociné recense une moyenne des critiques presse de 4/5.
Pour Mathieu Macheret du Monde, « Lav Diaz appartient à la famille des grands sculpteurs de durées, comme le Russe Andreï Tarkovski ou le Hongrois Bela Tarr, dont la mise en scène se préoccupe moins d’efficacité narrative que du souffle immanent qui la porte. [...] Mais au lieu de ses habituels mélodrames d'inspiration dostoïevskienne, Diaz bifurque ici vers une sorte de comédie musicale d'agit-prop, ou plutôt d'« opéra-rock ». ».
Pour Luc Chessel de Libération, « Lav Diaz, cinéaste philippin, offre dans la Saison du diable le double spectacle ambigu de la peinture et du chromo, du déchirant et du risible, de la réflexivité et de la naïveté, du grand art et de la sous-culture - oppositions factices dont le destin serait de se refondre une fois pour toutes. ».
Pour Pierre Murat de Télérama, « de récents événements mondiaux (l'élection de Donald Trump aux États-Unis, les massacres perpétrés, dans l'indifférence générale, par le président Rodrigo Duterte aux Philippines) ont poussé le cinéaste à réaliser, non pas le polar qu'il préparait, mais ce pamphlet situé en 1979, année noire de la dictature de Ferdinand Marcos. [...] on est surpris de voir Diaz — même poussé par l'urgence — réaliser ce happening vieillot qui évoque fâcheusement le cinéma soviétique des années 1950 et le Living Theatre des années 1970. Restent, évidemment, ses plans magnifiques, et son art de transformer le temps en suspense. C’est déjà bien… ».

## Distinctions

### Sélections
- Berlinale 2018 : sélection en compétition officielle.
- Festival international du film de Karlovy Vary 2018 : sélection en section Horizons.